# 马克15型核弹

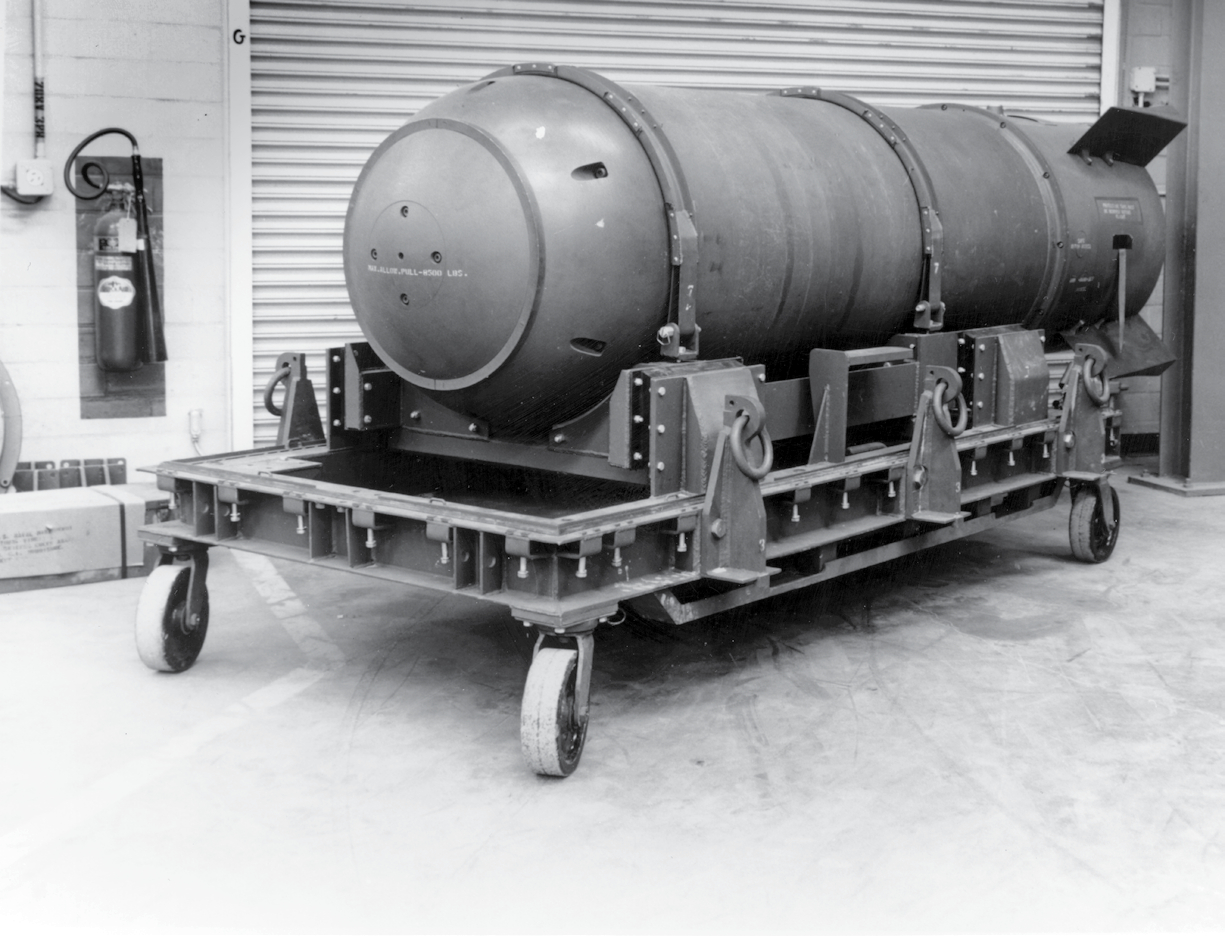
马克15型核弹

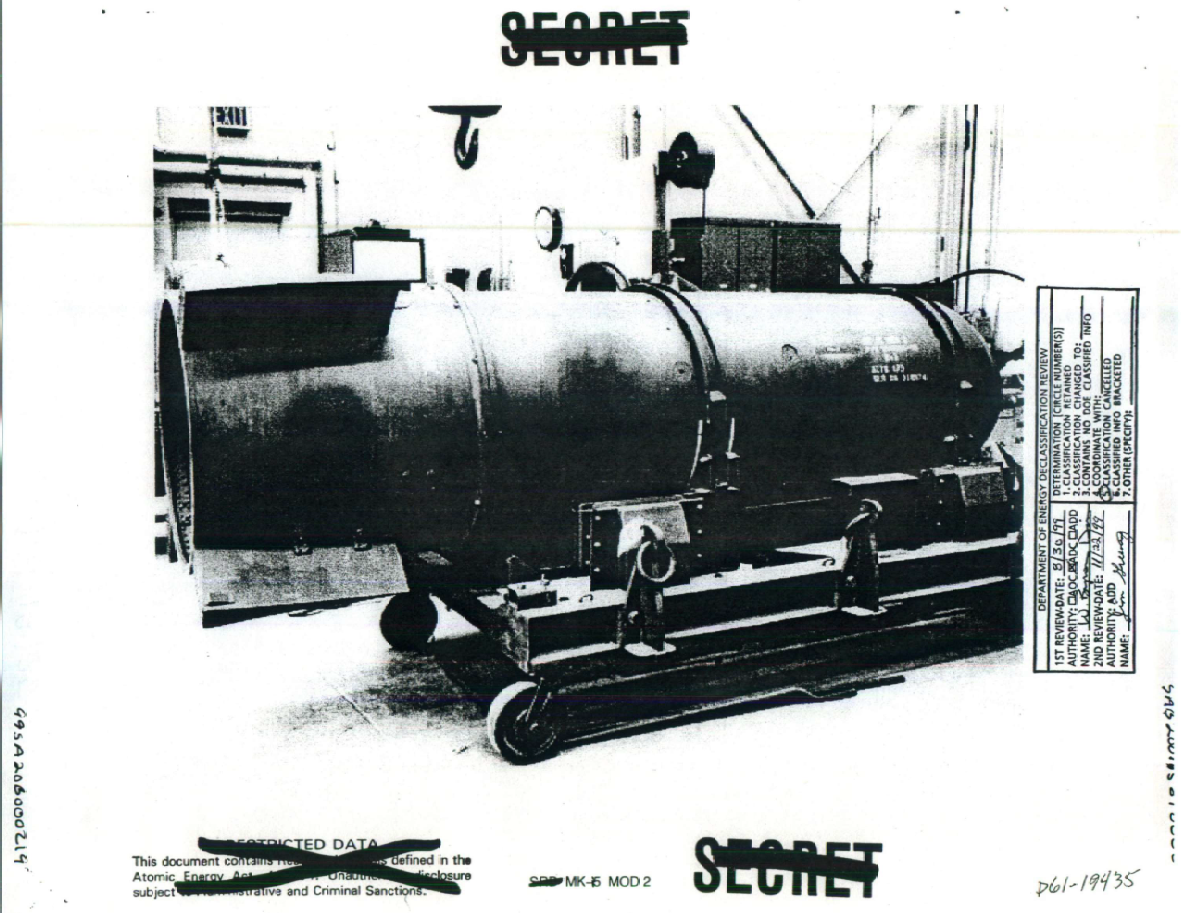
核弹的侧面后视图

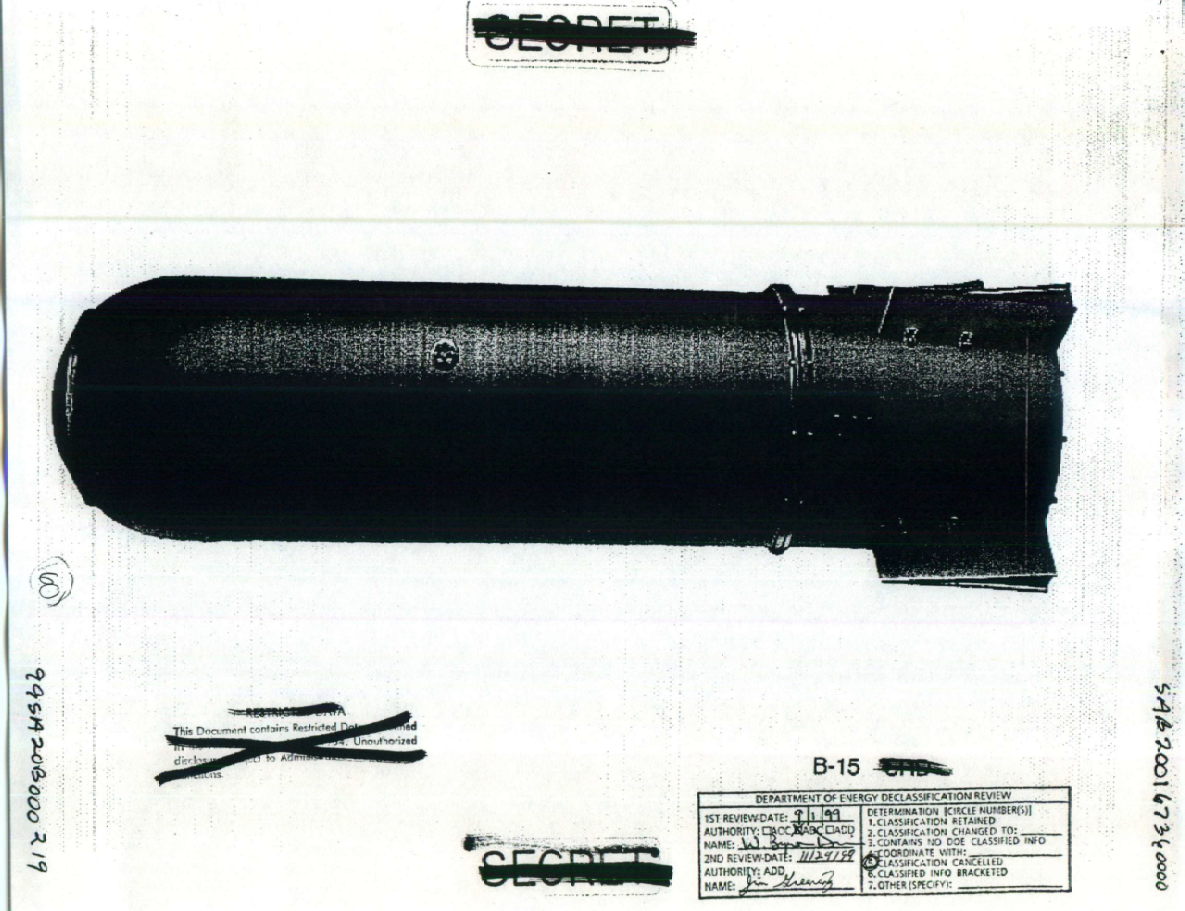
核弹的侧面图

马克15型核弹（Mark 15 nuclear bomb）或Mk-15是1950年代由美国制造的氢弹，亦是第一颗相对较轻型（约为3.4吨重）的热核炸弹。
美国在1955年到1957年间共生产了1200枚马克15型核弹。这其中生产有三种变体：Mod 1、Mod 2和Mod 3。这些设计从1955年至1965年间均有投入使用。

## 规格
三种生产变体在物理构造上颇为相似。总重约3.4吨，直径87~89厘米不等，长度为3.5~3.6米 。 

## 模型构造
Mod 1对应于城堡行动（Castle Nectar）中进行的僵尸（Zombie）武器原型的测试。该测试产生了约等于170万吨TNT当量的爆炸。  
Mod 2对应TX-15-X1测试模型在红翼行动（Redwing Cherokee）中的核试验，爆炸当量为380万吨。切诺基国家红翼（Cherokee Nation Red Wing）是美国第一个氢弹空投试验。 
Mod 3似乎也有380万吨级的表现。

### W15
马克15型的导弹弹头变体W15弹头是在1950年代中期持续进行的项目。它于1957年初被取消。在取消之前，它原本被计划用于诺斯洛普的SM 62导弹。但它最终被W39所取代（见下文）。

## 衍生型号
W39型核弹和B39型核弹使用源自马克15型的通用核弹构造。实验性的W39设备最初作为TX-15-X3进行过测试（与W39的Mod 0在设计上是相同的）。

## 掉落和遗失
1958年2月5日，在B-47的一次训练任务中，一枚马克15型核弹在佐治亚州泰碧岛海岸附近的萨凡纳中丢失。